# Hermanusje van Alles
Hermanusje van Alles is een drogisterij en museum gevestigd aan de Westerstraat 138 te Amsterdam. Het pand waar de drogisterij in is gevestigd is gebouwd rond 1600 op de plek waar voorheen een leerlooierij was gevestigd. In de etalage wordt sinds 1980 maandelijks een aantal woordgrapjes tentoongesteld waardoor de drogisterij en museum zijn bekendheid heeft gekregen.

## Geschiedenis
Het museum is tot stand gekomen nadat Herman Stafleu in 1980 de drogisterij Westerveld van zijn baas had overgenomen. Deze drogisterij had 15 filialen en een pakhuis aan de Prinsengracht die deze filialen bevoorraadde. Bij de overname zat ook een gedeelte van het pakhuis waar nog veel oude spullen opgeslagen stonden. Deze zijn toen op de bovenste schappen van de winkel geëtaleerd. In de loop der tijd zijn steeds meer klanten oude spullen komen aandragen die ook in de collectie opgenomen werden.

## Media
Diverse media hebben al aandacht besteed aan het museum.
Er is een artikel geschreven in het NRC Handelsblad met betrekking tot Zwarte Lola en een zwartgeschilderde Lola afwasborstel die daarna wereldberoemd is geworden omdat vele mensen uit diverse landen speciaal deze afwasborstel wilden kopen.
Ook is er gedurende een jaar door RTV Noord-Holland een tweewekelijks raadsel zoals in de etalage getoond, aan de kijkers gegeven waarop zij een antwoord konden inzenden.
Verder is er nog in diverse tijdschriften over de winkel en het museum gepubliceerd.

## Collectie
Bijzondere items van de collectie zijn: 
- Bleekwater uit Koog aan de Zaan (van 1885)
- een groot aantal Gapers
- Oude wasmiddelverpakkingen
- Oude verzorgingsproducten

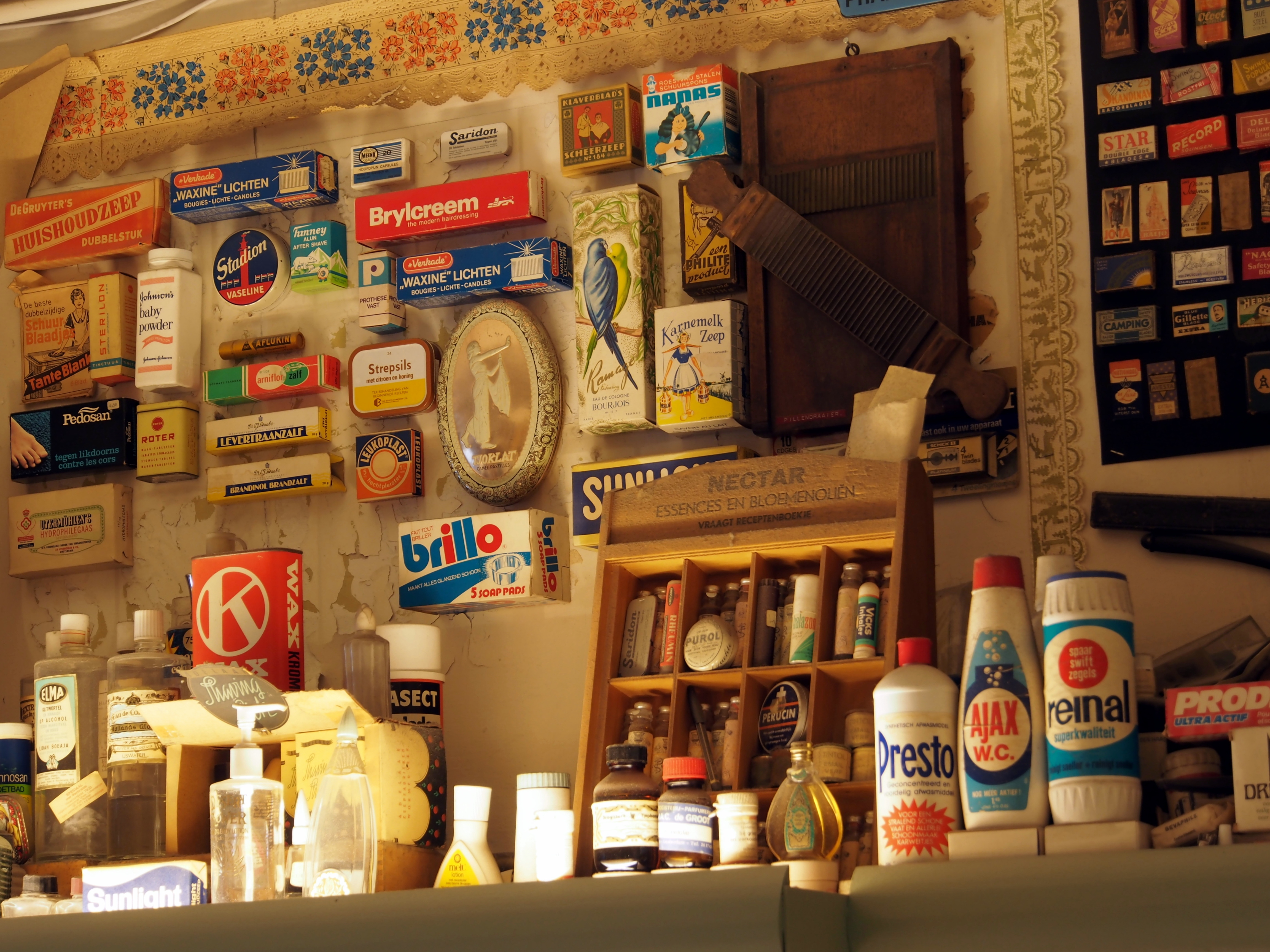
Deel van de verzameling
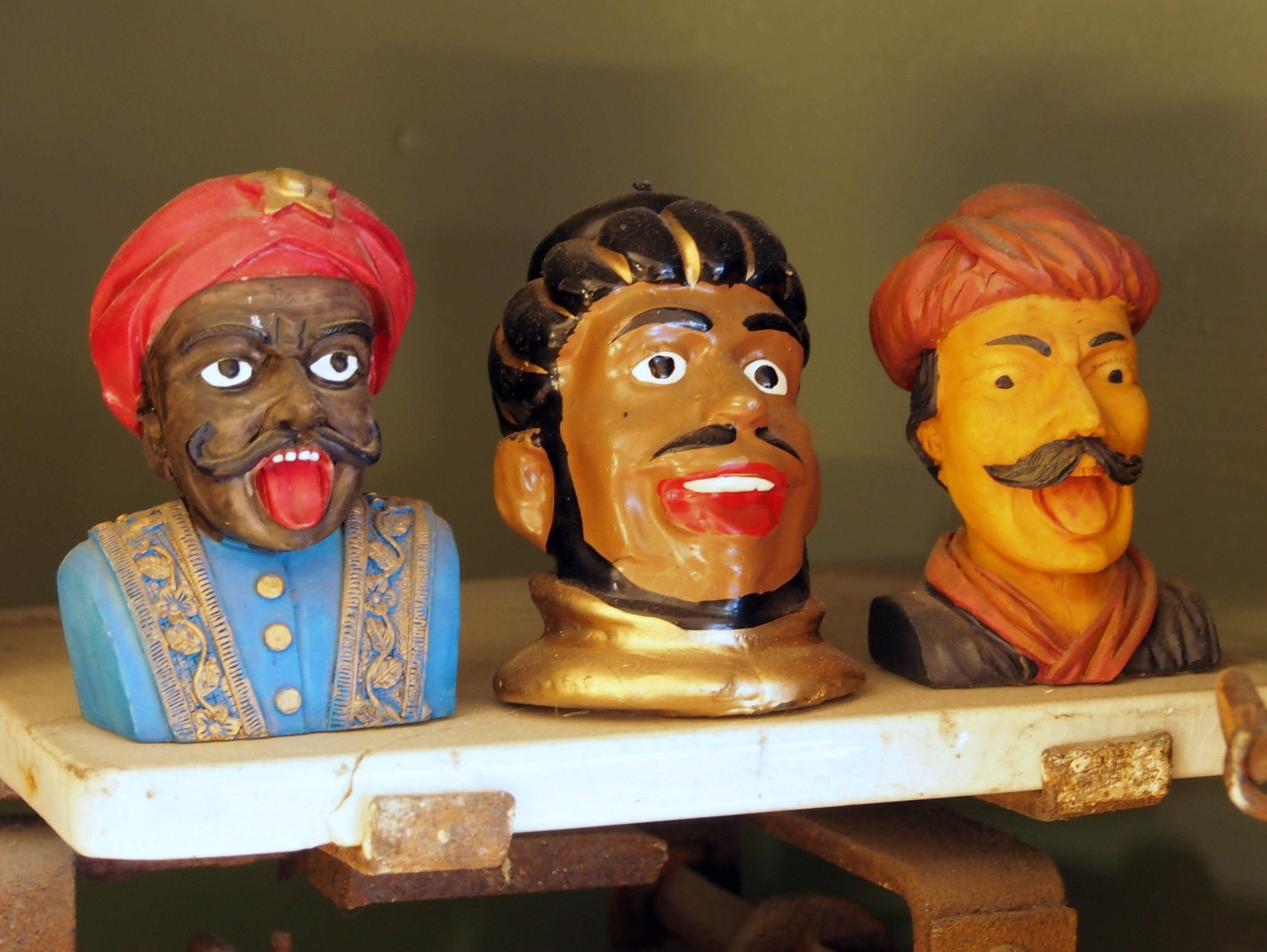
Drie gapertjes